# Mewa czerwonodzioba
Mewa czerwonodzioba (Chroicocephalus novaehollandiae) – gatunek średniej wielkości ptaka z rodziny mewowatych (Laridae). Występuje w niemal całej Australii, w Nowej Zelandii oraz na okolicznych wyspach.

## Morfologia
Długość ciała wynosi 40–45 cm, rozpiętość skrzydeł 91–96 cm. Głowa, pierś, spód ciała i sterówki białe. Skrzydła szare, lotki czarne. Dziób i nogi czerwone. Tęczówka biała. Osobniki młode mają na skrzydłach szarobrązowe plamki, mają czarne tęczówki i czarne nogi oraz dziób. Dodatkowo mają czarne zakończenia sterówek. Dymorfizm płciowy nie jest widoczny.

### Wymiary
| Pochodzenie okazów (♂♀) | Skrzydło | Dziób   | Ogon    | Skok  | Całkowita długość | Masa ciała (g) |
| ----------------------- | -------- | ------- | ------- | ----- | ----------------- | -------------- |
| Tasmania                | 268–309  | 43–51   | 108–121 | 42–51 | —                 | —              |
| Nowa Południowa Walia   | 272–305  | 41,5–49 | 105–122 | 42–50 | 362–415           | 195–397        |
| Nowa Kaledonia          | 287      | 52      | 108     | 44    | —                 | —              |

Wymiary podano w milimetrach, jeżeli nie napisano inaczej. Znak "—" oznacza niezebrany pomiar.

## Zasięg występowania
Mewa czerwonodzioba zasiedla przede wszystkim Australię i Nową Zelandię. Gniazduje głównie na wybrzeżu i małych okolicznych wyspach; nie gniazduje w północnej i wschodniej części kontynentu australijskiego oraz w południowo-wschodniej Australii Zachodniej i południowo-zachodniej Australii Południowej. Obszary te, podobnie jak i interior, są zasiedlone przez ten gatunek jedynie w okresie zimowym. Zależnie od podgatunku zasiedla:
- C. n. forsteri (Mathews, 1912) – północna i północno-wschodnia Australia, Nowa Kaledonia i Wyspy Lojalności
- C. n. novaehollandiae (Stephens, 1826) – mewa czerwonodzioba – południowa Australia i Tasmania; populacja z Tasmanii niekiedy wydzielana do osobnego podgatunku C. n. gunni
- C. n. scopolinus (J.R. Forster, 1844) – mewa nowozelandzka[4] – Nowa Zelandia; przez niektórych autorów była uznawana za osobny gatunek.

## Zachowanie
Odzywa się szorstkim kaow lub kwee-aarr. Żywi się rybami, ich odpadkami, lądowymi i morskimi bezkręgowcami, padliną i odpadkami pozostawianymi przez ludzi. Nocuje w gnieździe. Niekiedy towarzyszy kutrom rybackim, nie obawia się człowieka i pobiera pokarm z ręki. W stadach panuje hierarchia, osobniki starsze przepędzają młode z żerowisk.

## Lęgi

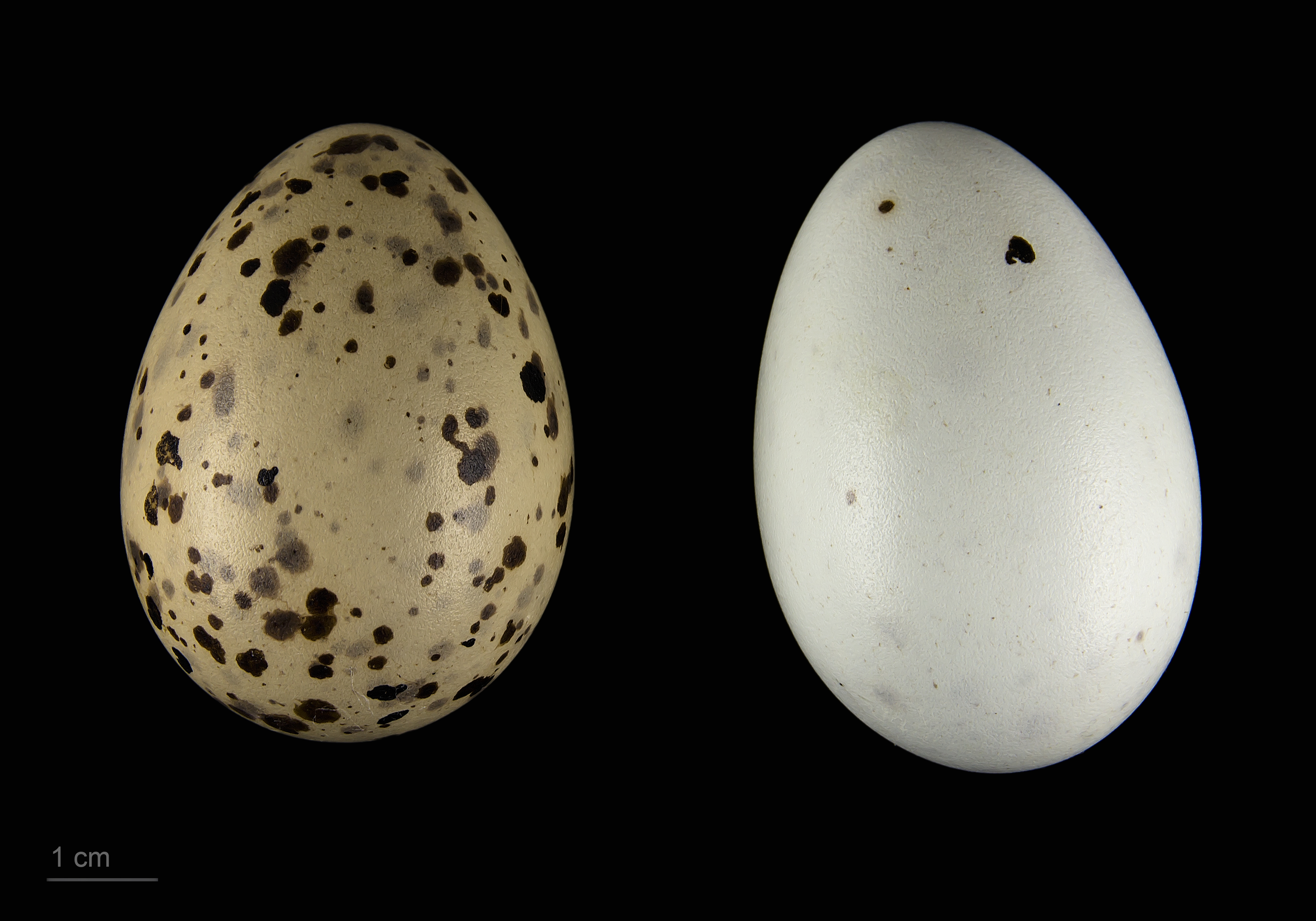
Jaja z kolekcji muzealnej

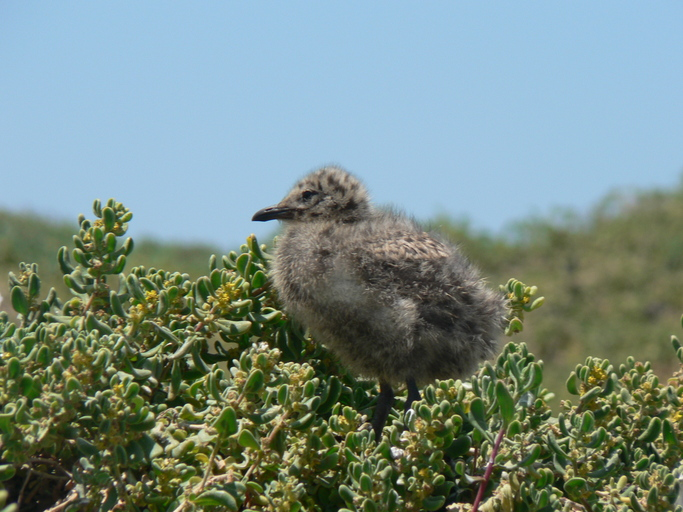
Pisklę

Okres lęgowy trwa cały rok. Gniazdo stanowi płytkie zagłębienie wydrapane w ziemi, wyściełane materią roślinną. Gniazduje kolonijnie. Oba ptaki z pary biorą udział w przyszykowaniu gniazda. Samica składa najczęściej 3 jaja (1–6); mogą one być białawe, pomiędzy zielonym a brązowym, sporadycznie niebieskozielone; jaja są pokryte czarnymi, brązowymi i fioletowymi plamami. Inkubacja trwa 21–27 dni, wysiadują oba ptaki z pary. Młode są szarobrązowe, pokryte czarnymi plamkami. Opiekują się nimi zarówno samiec, jak i samica. Usamodzielniają się po 6 tygodniach od wyklucia. Jeżeli przed osiągnięciem dorosłości oddalą się od terytorium gniazda, mogą zostać zabite przez inne mewy. Maksymalna długość życia wynosi 11 lat.

## Status
Mewa czerwonodzioba ma bardzo duży zasięg występowania (3 360 000 km² terenów lęgowych). Całkowita liczebność populacji nie jest znana, lecz ma trend wzrostowy. W związku z tym mewa czerwonodzioba otrzymała status gatunku najmniejszej troski (LC, Least Concern).
Obrączki dla tego gatunku wykonane są ze stali nierdzewnej lub aluminium. Średnica wewnętrzna obrączki wynosi 6,5 mm.